# Voblast de Pinsk
1939–1954
La voblast de Pinsk (en biélorusse : Пінская вобласьць, Pinskaïa voblasts) ou oblast de Pinsk (en russe : Пинская область, Pinskaïa oblast) est une division territoriale et administrative de la République socialiste soviétique de Biélorussie, en Union soviétique. Créée en 1939, elle fut supprimée en 1954. Son chef-lieu était la ville de Pinsk.

## Histoire
Après la signature du pacte germano-soviétique, la partie occidentale de la Biélorussie, alors sous souveraineté polonaise,  fut envahie par l'Armée rouge en septembre 1939, puis annexée par l'Union soviétique et rattachée à la RSS de Biélorussie. Un décret du Présidium du Soviet suprême de l'Union soviétique du 4 décembre 1939 créa la voblast de Pinsk, nommée d'après son chef-lieu, Pinsk.
Le 15 janvier 1940, un décret du Présidium du Soviet suprême de la RSS de Biélorussie mit en place de nouvelles subdivisions administratives. Les cinq powiats de la période polonaise furent supprimés et remplacés par onze raïons. 
De juin 1941 à juillet 1944, la voblast de Pinsk fut occupée par l'Allemagne nazie. Elle fut restaurée après la reconquête de son territoire par l'Armée rouge.
Le 8 janvier 1954, à la suite d'une réforme administrative de la RSS de Biélorussie, la voblast de Pinsk fut supprimée et son territoire rattaché à la voblast de Brest.

## Géographie
La superficie de la voblast était de 16 300 km2. Elle était bordée au nord par la voblast de Baranavitchy, au nord-est par la voblast de Minsk, à l'est par la voblast de Polésie, au sud par la RSS d'Ukraine et à l'ouest par la voblast de Brest.

## Population
Sa population s'élevait à 553 600 habitants, la majorité vivant dans les zones rurales.

## Subdivisions
Elle était divisée en onze raïons :
- Raïon de Davyd-Haradok
- Raïon de Drahitchyn
- Raïon de Hantsavitchy
- Raïon d'Ivanava
- Raïon de Louninets
- Raïon de Pinsk
- Raïon de Lénine
- Raïon de Lahichyn
- Raïon de Jabtchytsy
- Raïon de Stoline
- Raïon de Telekhany

## Source
- (ru) Cet article est partiellement ou en totalité issu de l’article de Wikipédia en russe intitulé « Пинская область » (voir la liste des auteurs).